# 釜山港大桥
釜山港大桥（韓語：부산항대교），原名“北港大桥”（韓語：북항대교），韩国釜山广域市境内的一座公路跨海大桥，是港湾背后道路的组成部分，连接南区戡蛮洞与影岛区青鹤洞，跨越釜山港。2006年12月14日开工建设，2014年5月22日建成启用。由釜山市及北港大桥株式会社负责建造和管理。

## 设计
大桥全长3,331米，其中主桥为五跨组合梁斜拉桥，长1,114米，跨距布置为60+227+540+277+60米 ；引桥长2,217米；桥宽18.6~28.7米（四至六车道）。桥塔为钻石型，高度190米。桥下净空高度60米。
以釜山和巨济为起点的52公里海岸环形道路网，在该桥建成时最终完成闭合。总投资5,384亿韩圆，其中民间投资3,334亿韩圆，政府财政投资2,050亿韩圆。工程采用BTO模式建设。2014年8月21日之前免费通行。

## 南北港接线道路
在南港大桥与釜山港大桥之间修建了横穿公路连接南、北港区，出于安全性等问题的考虑，2009年6月初计划建设为高架道路。
高架桥全长2.4公里，高22米，桥墩间距80米，而为了解决高架桥侵犯他人眺望权及日照权的问题，其上部结构采用特殊的复合桁架方式建设。

## 图集

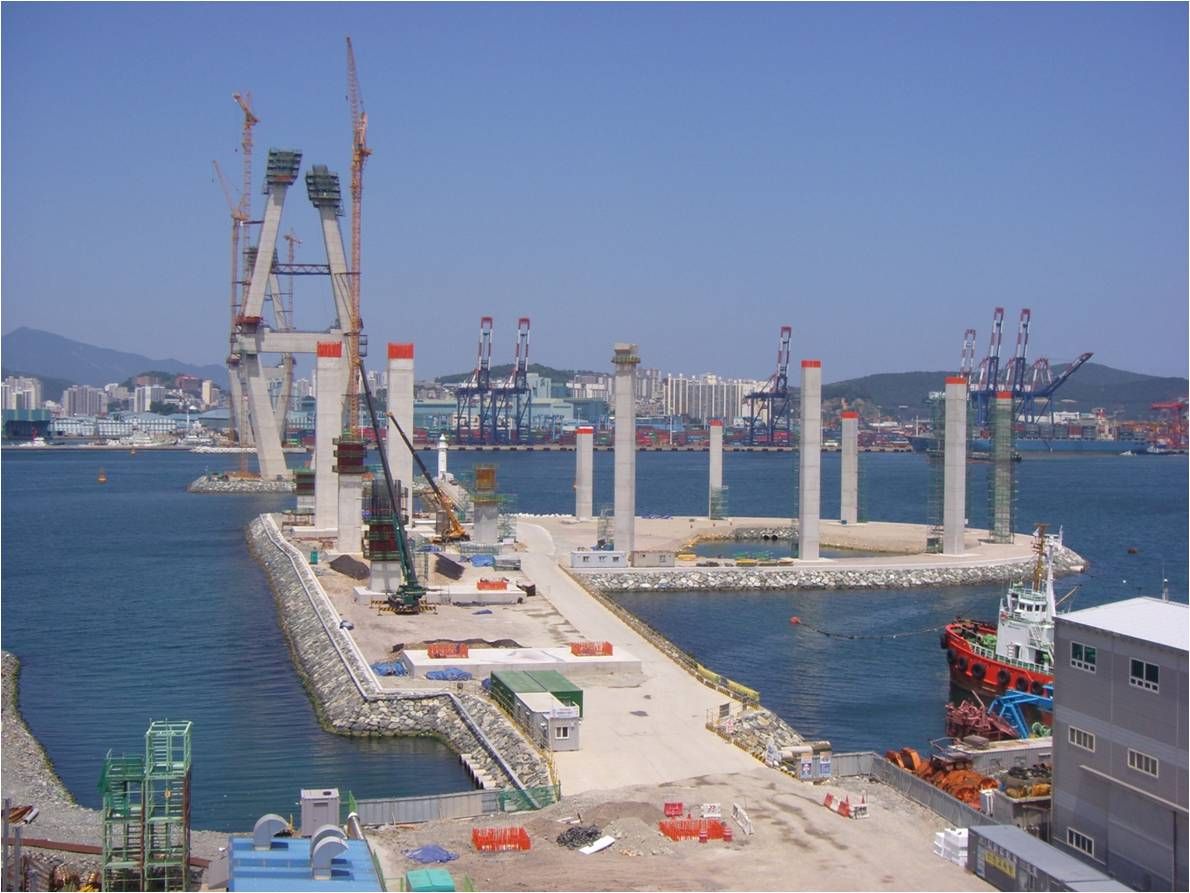
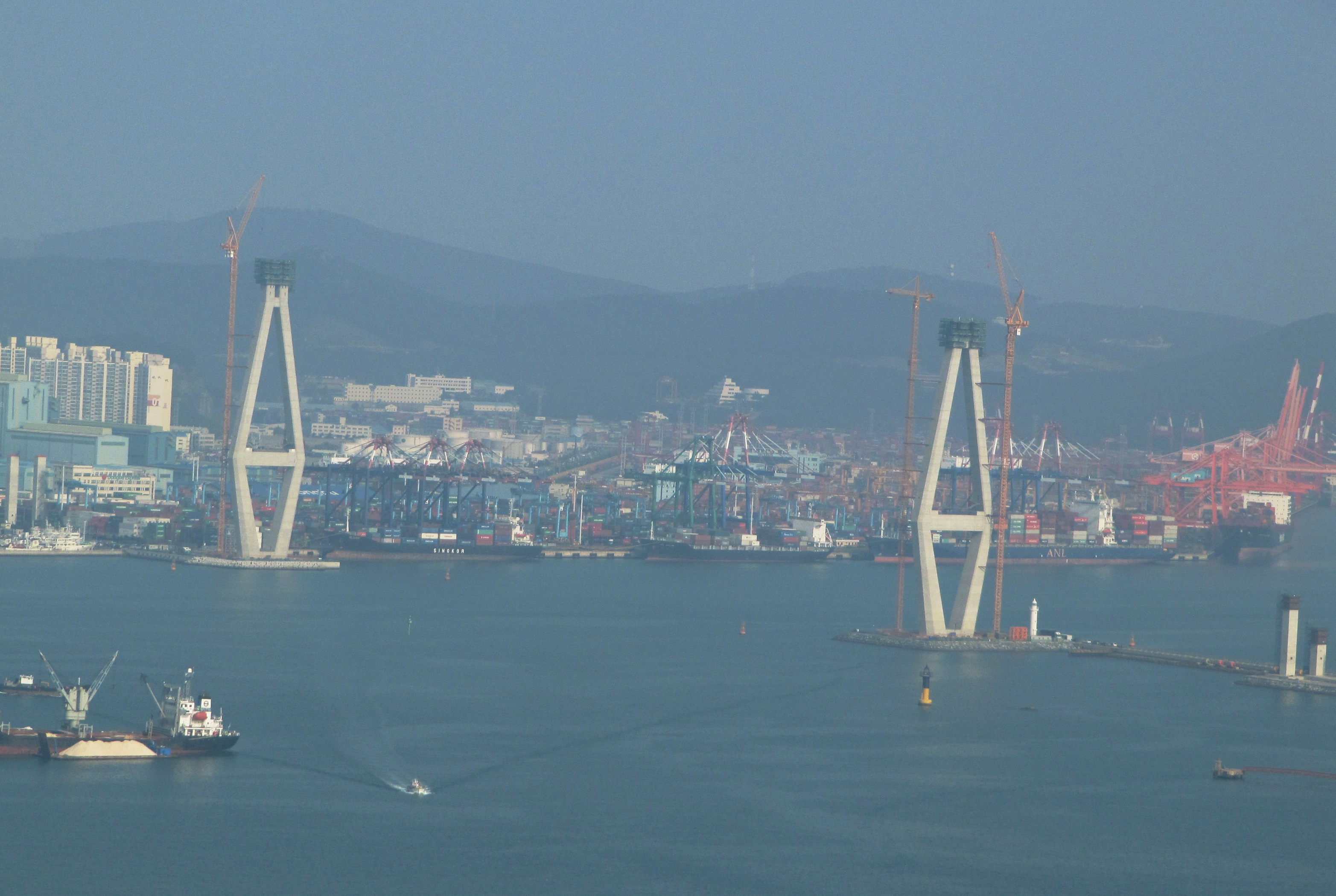
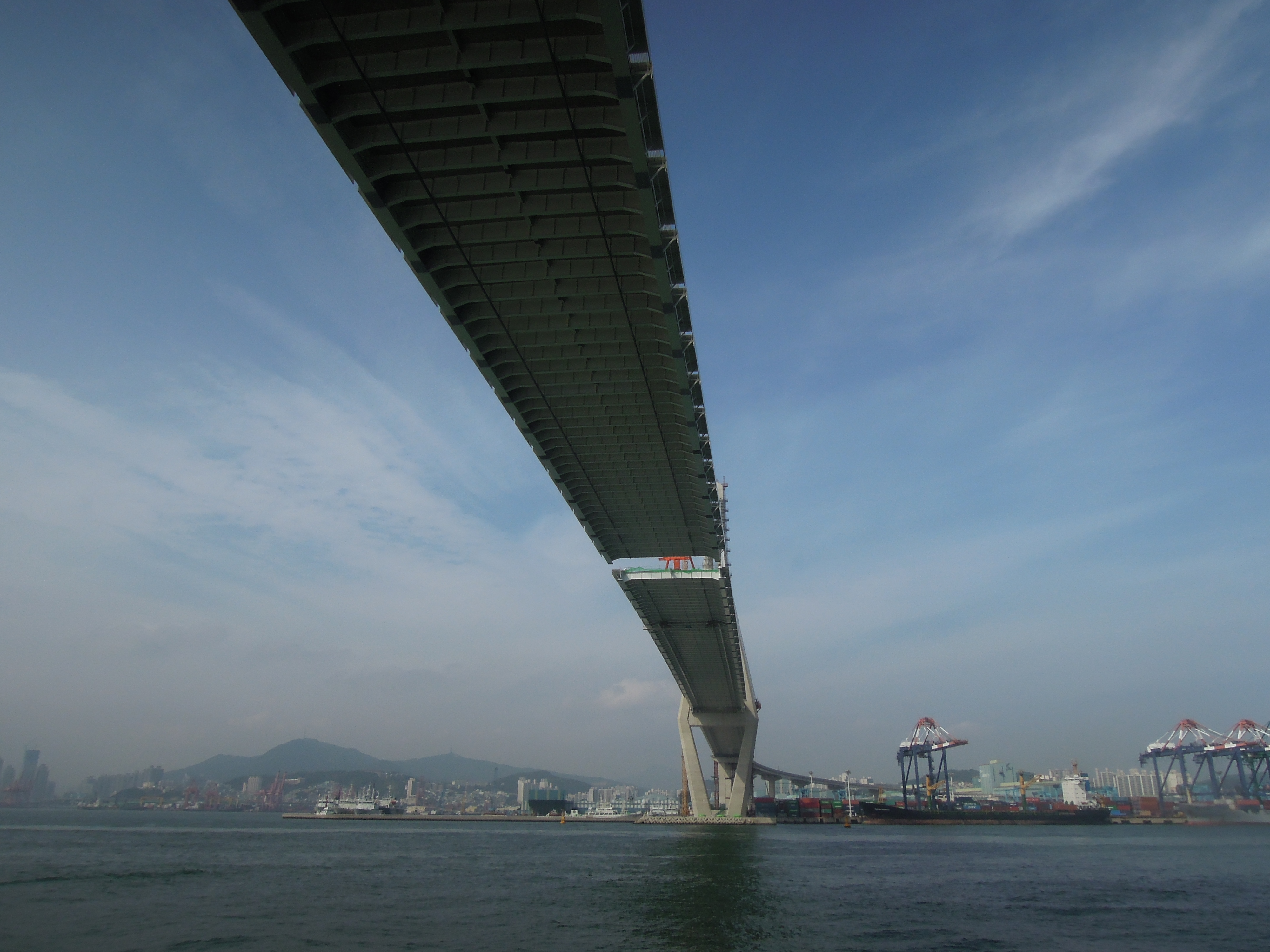
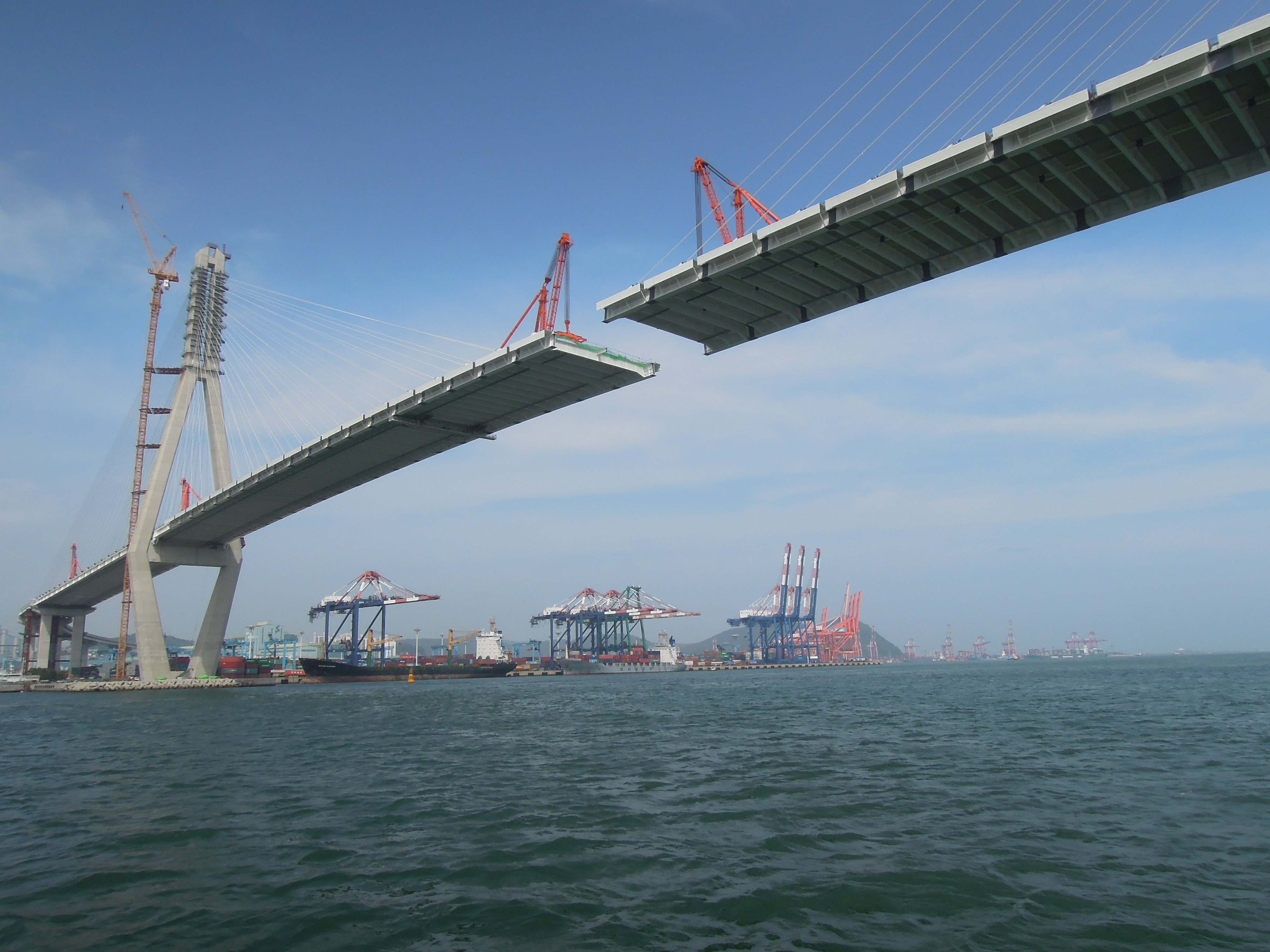
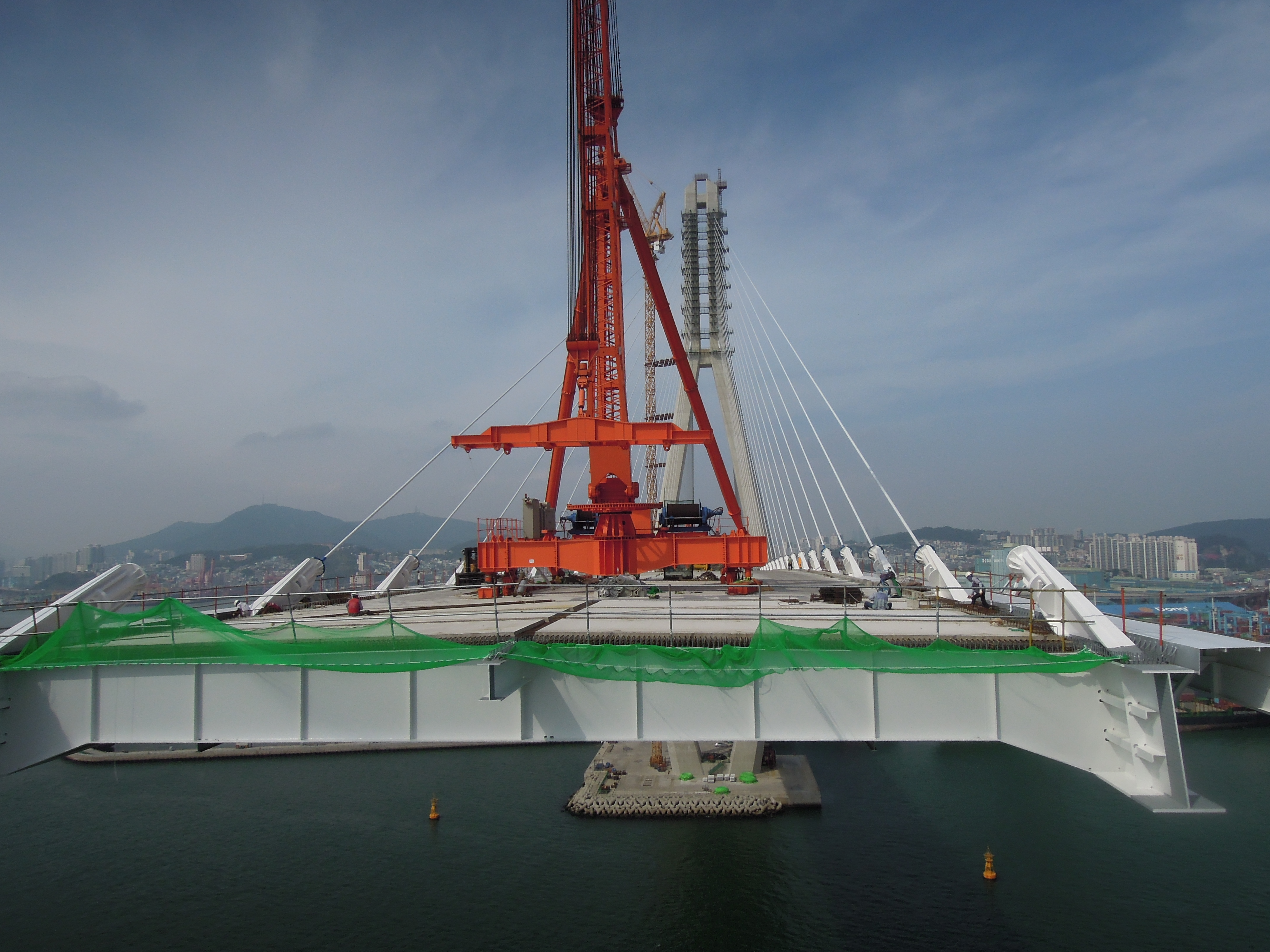